# Parafia Niepokalanego Poczęcia Najświętszej Maryi Panny w Żurawicy
Parafia Niepokalanego Poczęcia Najświętszej Maryi Panny w Żurawicy – parafia rzymskokatolicka znajdująca się w archidiecezji przemyskiej w dekanacie Żurawica. Erygowana w 1406. Jest prowadzona przez księży diecezjalnych. Mieści się przy ulicy św. Józefa.

## Historia
30 lipca 1406 roku, bp Maciej Janina erygował parafię w Żurawicy. Do parafii wówczas należały: Żurawica, Bolestraszyce z Wolą, Buszkowice, Buszkowiczki, Małkowice, Orzechowce, Duńkowiczki i część Orłów z Kolonią. W 1480 roku spalił się pierwszy drewniany kościół. W 1580 roku z fundacji Sebastiana Lubomirskiego zbudowano drugi drewniany kościół pw św. Mateusza i św. Katarzyny. Od początki XV wieku istniała szkoła parafialna. Przy parafii istniał też przytułek dla ubogich. 
W latach 1889–1890 zbudowano obecny murowany kościół, w stylu neogotyku nadwiślańskiego. 24 grudnia 1889 roku nowy kościół został poświęcony, a 13 maja 1905 roku bp Józef Sebastian Pelczar dokonał konsekracji kościoła. W latach 1912–1913 wykonano polichromię kościoła. W 1914 roku podczas działań wojennych wysadzono wieżę. W 1922 roku wieża została odbudowana. 
W latach 1946–1965 w Żurawicy rezydował Ormianin ks. Kajetan Amirowicz. W 1959 roku wzmacniano ankrami spękane ściany kościoła. W 1972 roku wykonano drugą polichromię.
W latach 1990–1991 zbudowano kościół filialny w Żurawicy Górnej. 20 października 1991 roku bp Ignacy Tokarczuk poświęcił kościół pw. św. Andrzeja Boboli. 4 sierpnia 1992 roku w Żurawicy Górnej erygowano nową parafię parafię św. Andrzeja Boboli.
Proboszczowie parafii:
1804–1807. ks. Walenty Kosielewicz.
1807–1811. ks. Michał Czyżewicz.
1811–1825. ks. Stefan Dzianott.
1825–1829. ks. Szymon Matusiewicz (administrator excurrendo z Ujkowic).
1829–1830. ks. Franciszek Adamowicz (administrator).
1830–1831. ks. Cyprian Szeweczek (administrator).
1831–1843. ks. Michał Czerniawski.
1843. ks. Erazm Piotrowski (administrator).
1843–1867. ks. Roman Stojałowski.
1867–1868. ks. Kaspar Maksymowicz (administrator).
1868–1878. ks. Feliks Zagłoba Smoleński.
1878–1899. ks. Teofil Dzierżyński.
1899–1941. ks. Michał Miksiewicz (w latach 1899–1900 administrator).
1941–1942. ks. Ludwik Dyszyński (administrator).
1942–1967. ks. Tadeusz Kostka.
1967–1996. ks. Stanisław Burczyk.
1996–2006. ks. Aleksander Zając.
2006– nadal ks. prał.dr Marian Hofman.

## Terytorium parafii
Na terenie parafii jest 3 320 wiernych mieszkających przy ulicach: Andersa, Armii Krajowej, Bankowa, Chopina, Czarnieckiego, Dworcowa, Forteczna, Grota-Roweckiego, Jagiellonów, Jasińskiego, Św. Józefa, Koczwary, Kolejowa, Kopernika, Koszutskiego, Korniaka, Kwiatowa, Leliwitów, Lubomirskich, Matejki, Marcina Króla, Michałowskiego, Mickiewicza, Odrowążów, Ogrodowa, Ojca św. Jana Pawła II, Orzechowskiego, Owocowa, Piłsudskiego, Prusa, Przemyska (numery nieparzyste), Rzeszowska (numery parzyste), Sosnkowskiego, Sapiehów, Sikorskiego, Sportowa, Reymonta, Wapowskiego, Wojska Polskiego, Wyspiańskiego, Żeromskiego, 2 Pułku Pancernego, 1 Dywizji Pancernej oraz Bolestraszycach (Lisia Góra – 75).